# Campeonato Europeo de Gimnasia Artística de 2013
El Campeonato Europeo de Gimnasia Artística Individual de 2013 se llevó a cabo entre el 17 y el 21 de abril de ese año, en Moscú, Rusia, bajo la organización de la Unión Europea de Gimnasia (UEG). En las competiciones, que se efectuaron en el Estadio Olimpiski, participaron 74 gimnastas de treinta países en los eventos femeninos y 160 atletas de 37 naciones en las pruebas masculinas. Sin embargo, el reporte oficial de resultados registró un total de 230 deportistas participantes. Previamente, la UEG había señalado una cifra provisional de 261 gimnastas —168 hombres de 38 países y 93 mujeres de 32 países—, que confirmaron su participación en febrero del mismo año.
El país que albergó el evento, Rusia, logró el mayor número de medallas y sus gimnastas consiguieron el primer lugar en seis eventos, incluyendo ambas competencias múltiples individuales. Individualmente, la rusa Aliyá Mustáfina ganó dos medallas de oro al obtener el primer lugar en los eventos completo —que representó el tercer título europeo individual consecutivo para una gimnasta rusa— y barras asimétricas, sin embargo, la rumana Larisa Iordache alcanzó el mayor número de preseas, con un oro y tres platas. Por su parte, el israelí Alexander Shatilov logró la primera medalla de oro para Israel en un campeonato europeo de gimnasia artística.

## Evento

### Calendario
La Unión Europea de Gimnasia (UEG) dio a conocer el calendario de las competencias en febrero de 2013 —incluyendo la ceremonia de apertura el 17 de abril—, con clasificaciones en días separados, ambas finales de las competencias múltiples individuales el 19 de abril y dos jornadas de finales por aparatos, cada una con tres masculinas y dos femeninas:
| Evento/Fecha                              | Mie 17 | Jue 18 | Vie 19 | Sab 20 | Dom 21 |
| ----------------------------------------- | ------ | ------ | ------ | ------ | ------ |
| Competencia múltiple individual masculina | C      |        | F      |        |        |
| Suelo masculino                           | C      |        |        | F      |        |
| Caballo con arcos                         | C      |        |        | F      |        |
| Anillas                                   | C      |        |        | F      |        |
| Salto masculino                           | C      |        |        |        | F      |
| Barras paralelas                          | C      |        |        |        | F      |
| Barra fija                                | C      |        |        |        | F      |
| Competencia múltiple individual femenina  |        | C      | F      |        |        |
| Salto femenino                            |        | C      |        | F      |        |
| Barras asimétricas                        |        | C      |        | F      |        |
| Viga de equilibrio                        |        | C      |        |        | F      |
| Suelo femenino                            |        | C      |        |        | F      |

| C | Clasificación | F | Final |

### Resultados

#### Masculinos
Los eventos iniciaron el 17 de abril con las pruebas clasificatorias, en las que los atletas se fraccionaron en tres subdivisiones; el británico Max Whitlock se impuso con un puntaje total de 89.365 puntos, seguido del ucraniano Oleg Verniáyev (89.331 puntos) y del ruso David Beliavski (88.265 puntos). El también ucraniano Oleg Stepkó (88.224 puntos) y el francés Arnaud Willig (86.623 puntos) completaron las primeras cinco posiciones. Junto con ellos, otros diecinueve gimnastas lograron el paso a la final de la competencia múltiple individual. Dentro de los eventos individuales, en el caballo con arcos los tres primeros clasificados eran también medallistas olímpicos, dos de ellos —el húngaro Krisztián Berki y Whitlock— de Londres 2012.
Dos días después, los veinticuatro clasificados de catorce países se enfrentaron en la final de la competencia múltiple individual. Beliavski, que se puso a la cabeza ya desde la segunda rotación, brevemente superado por Verniáyev luego de la tercera, logró la medalla de oro con un puntaje final de 89.799, seguido de Whitlock (89.106 puntos) y Verniáyev (88.398 puntos), que logró el bronce con apenas 0.3 puntos por arriba del cuarto lugar, su compatriota Stepkó. Las finales por aparatos se llevaron a cabo los días 20 y 21 de abril; el primer día, el programa consistió en las pruebas de suelo, caballo con arcos y anillas. La primera culminó con el empate en primer lugar de Whitlock y el israelí Alexander Shatilov, al ambos conseguir 15.333 puntos —esa fue la primera medalla de oro para Israel en un Campeonato Europeo de Gimnasia Artística—, y el italiano Andrea Cingolani completó el podio.
Whitlock volvió a alcanzar medalla en la siguiente prueba, el caballo con arcos, pero esta vez de bronce, superado por su compatriota Daniel Keatings y el húngaro Berki, con lo que el tercer mejor clasificado Filip Ude quedó fuera del podio y finalizó en la última posición. Finalmente, en anillas, se registró un doble empate con el ucraniano Ígor Radivílov y el francés Samir Aït Saïd en primer lugar, ambos con 15.466 puntos, y el también francés Danny Pinheiro-Rodrigues y el italiano Matteo Morandi, con 15.433 puntos, en el tercero. El último día del campeonato se celebraron las finales de barras paralelas, salto y barra fija. En la primera, el favorito, el alemán Marcel Nguyen, sufrió una caída y perdió un lugar en el podio; Stepkó finalizó en la primera posición, seguido del suizo Lucas Fischer y de Beliavski.
Otros favoritos, el también alemán Fabian Hambüchen y el croata Marijo Možnik, tampoco pudieron alcanzar medalla en la final de barra fija, que finalizó con el ruso Emín Garíbov —cuya rutina incluyó un alto puntaje de dificultad— con el título europeo, el británico Sam Oldham con la plata y el bielorruso Aliaxandr Tsarevich con el tercer lugar. Finalmente, otro ruso, Denís Abliazin, logró el oro en la final de salto, con poco más de 0.5 puntos por arriba del rumano Flavius Koczi y del armenio Artur Davtian.
| Evento                          | Oro                                                       | Plata                               | Bronce                                                            |
| ------------------------------- | --------------------------------------------------------- | ----------------------------------- | ----------------------------------------------------------------- |
| Competencia múltiple individual | David Beliavski (RUS) 89.799 puntos                       | Max Whitlock (GBR) 89.106 puntos    | Oleg Verniáyev (UKR) 88.398 puntos                                |
| Suelo                           | Max Whitlock (GBR) Alexander Shatilov (ISR) 15.333 puntos |                                     | Andrea Cingolani (ITA) 14.900 puntos                              |
| Caballo con arcos               | Daniel Keatings (GBR) 15.600 puntos                       | Krisztián Berki (HUN) 15.533 puntos | Max Whitlock (GBR) 15.500 puntos                                  |
| Anillas                         | Ígor Radivílov (UKR) Samir Aït Saïd (FRA) 15.466 puntos   |                                     | Matteo Morandi (ITA) Danny Pinheiro-Rodrigues (FRA) 15.433 puntos |
| Salto                           | Denís Abliazin (RUS) 15.408 puntos                        | Flavius Koczi (ROM) 14.887 puntos   | Artur Davtian (ARM) 14.866 puntos                                 |
| Barras paralelas                | Oleg Stepkó (UKR) 15.766 puntos                           | Lucas Fischer (SUI) 15.633 puntos   | David Beliavski (RUS) 15.533 puntos                               |
| Barra fija                      | Emín Garíbov (RUS) 15.433 puntos                          | Sam Oldham (GBR) 15.133 puntos      | Aliaxandr Tsarevich (BLR) 14.833 puntos                           |

### Femeninos
La clasificación, con las gimnastas separadas en tres subdivisiones, se llevó a cabo el 18 de abril y finalizó con el par rumano de Larisa Iordache (57.198 puntos) y Diana Bulimar (56.132 puntos) a la cabeza, seguidas de tres rusas: Anastasiya Gríshina (56.065 puntos), Aliyá Mustáfina —que tuvo dos caídas durante su rutina en la viga de equilibrio— (56.057 puntos) y Kséniya Afanásieva (55.099 puntos). Esta última, sin embargo, no se clasificó a la final de la competencia múltiple individual pues se limitaba a dos lugares por país, por lo que en la quinta posición accedió la española Roxana Popa. Por su parte, la suiza Giulia Steingruber tuvo la mejor participación en el salto y Mustáfina, Iordache y Afanásieva encabezaron las clasificaciones de barras paralelas, viga de equilibrio y suelo, respectivamente.
Un día después, veinticuatro deportistas de catorce países participaron en la final de la competencia múltiple individual. Al igual que en la clasificación, Iordache lideró durante las primeras tres rotaciones, sin embargo, en la cuarta Mustáfina la rebasó al conseguir 15.133 puntos en su rutina de barras asimétricas y finalizó en la primera posición con un total de 59.032 puntos —este fue el tercer título europeo individual consecutivo para una gimnasta rusa, luego de que Kséniya Semiónova lo consiguiera en 2009 y Anna Deméntieva en 2011—, seguida de la rumana con 58.432 puntos y de la también rusa Gríshina con 57.932 puntos. El primer día de las finales por aparatos, el 20 de abril, se realizaron las de salto y barras asimétricas. En la primera, al igual que en la clasificación, Steingruber logró el primer lugar con dos saltos que le dieron un total de 14.750 puntos, seguida con un empate en el segundo lugar entre Iordache y la neerlandesa Noël van Klaveren dado que ambas lograron 14.466 puntos totales.
En la segunda competencia del día, Mustáfina venció a la sueca Jonna Adlerteg y a su compatriota Mariya Paseka en las barras asimétricas, evento del que era poseedora del título olímpico. Las últimas dos finales, de viga de equilibrio y suelo, estuvieron dominadas por las rumanas y rusas; Iordache y Bulimar finalizaron en la primera y segunda posición, respectivamente, en la competencia de la viga —el tercer lugar fue para la rusa Gríshina— y en la segunda y tercera, respectivamente, de la final de suelo, que ganó la rusa Afanásieva.
| Evento                          | Oro                                    | Plata                                                        | Bronce                                  |
| ------------------------------- | -------------------------------------- | ------------------------------------------------------------ | --------------------------------------- |
| Competencia múltiple individual | Aliyá Mustáfina (RUS) 59.032 puntos    | Larisa Iordache (ROM) 58.432 puntos                          | Anastasiya Gríshina (RUS) 57.932 puntos |
| Salto                           | Giulia Steingruber (SUI) 14.750 puntos | Larisa Iordache (ROM) Noël van Klaveren (NED) 14.466 puntos. |                                         |
| Barras asimétricas              | Aliyá Mustáfina (RUS) 15.300 puntos    | Jonna Adlerteg (SWE) 14.633 puntos                           | Mariya Paseka (RUS) 14.400 puntos       |
| Viga de equilibrio              | Larisa Iordache (ROM) 15.266 puntos    | Diana Bulimar (ROM) 14.833 puntos                            | Anastasiya Gríshina (RUS) 14.366 puntos |
| Suelo                           | Kséniya Afanásieva (RUS) 15.166 puntos | Larisa Iordache (ROM) 14.733 puntos                          | Diana Bulimar (ROM) 14.533 puntos       |

### Medallero
| Núm.  | País         | Oro | Plata | Bronce | Total |
| ----- | ------------ | --- | ----- | ------ | ----- |
| 1     | Rusia        | 6   | 0     | 4      | 10    |
| 2     | Reino Unido  | 2   | 2     | 1      | 5     |
| 3     | Ucrania      | 2   | 0     | 1      | 3     |
| 4     | Rumania      | 1   | 5     | 1      | 7     |
| 5     | Suiza        | 1   | 1     | 0      | 2     |
| 6     | Francia      | 1   | 0     | 1      | 2     |
| 7     | Israel       | 1   | 0     | 0      | 1     |
| 8     | Hungría      | 0   | 1     | 0      | 1     |
| 8     | Países Bajos | 0   | 1     | 0      | 1     |
| 8     | Suecia       | 0   | 1     | 0      | 1     |
| 11    | Italia       | 0   | 0     | 2      | 2     |
| 12    | Armenia      | 0   | 0     | 1      | 1     |
| 12    | Bielorrusia  | 0   | 0     | 1      | 1     |
| Total | Total        | 14  | 11    | 12     | 37    |

     País sede